# Histiodroma inermis
Histiodroma inermis är en tvåvingeart som först beskrevs av Christian Rudolph Wilhelm Wiedemann 1830.  Histiodroma inermis ingår i släktet Histiodroma och familjen vapenflugor. Inga underarter finns listade i Catalogue of Life.